# Pueblo Nuevo, Palenque
Pueblo Nuevo är en ort i Mexiko.   Den ligger i kommunen Palenque och delstaten Chiapas, i den sydöstra delen av landet, 800 km öster om huvudstaden Mexico City. Pueblo Nuevo ligger 32 meter över havet och antalet invånare är 201.
Terrängen runt Pueblo Nuevo är varierad. Runt Pueblo Nuevo är det ganska glesbefolkat, med 34 invånare per kvadratkilometer. Närmaste större samhälle är Salto de Agua, 18,9 km väster om Pueblo Nuevo. Trakten runt Pueblo Nuevo består till största delen av jordbruksmark.